# So Far (álbum)
So Far é um álbum de Crosby, Stills, Nash & Young, lançado em 1974.